# Cuadrilla

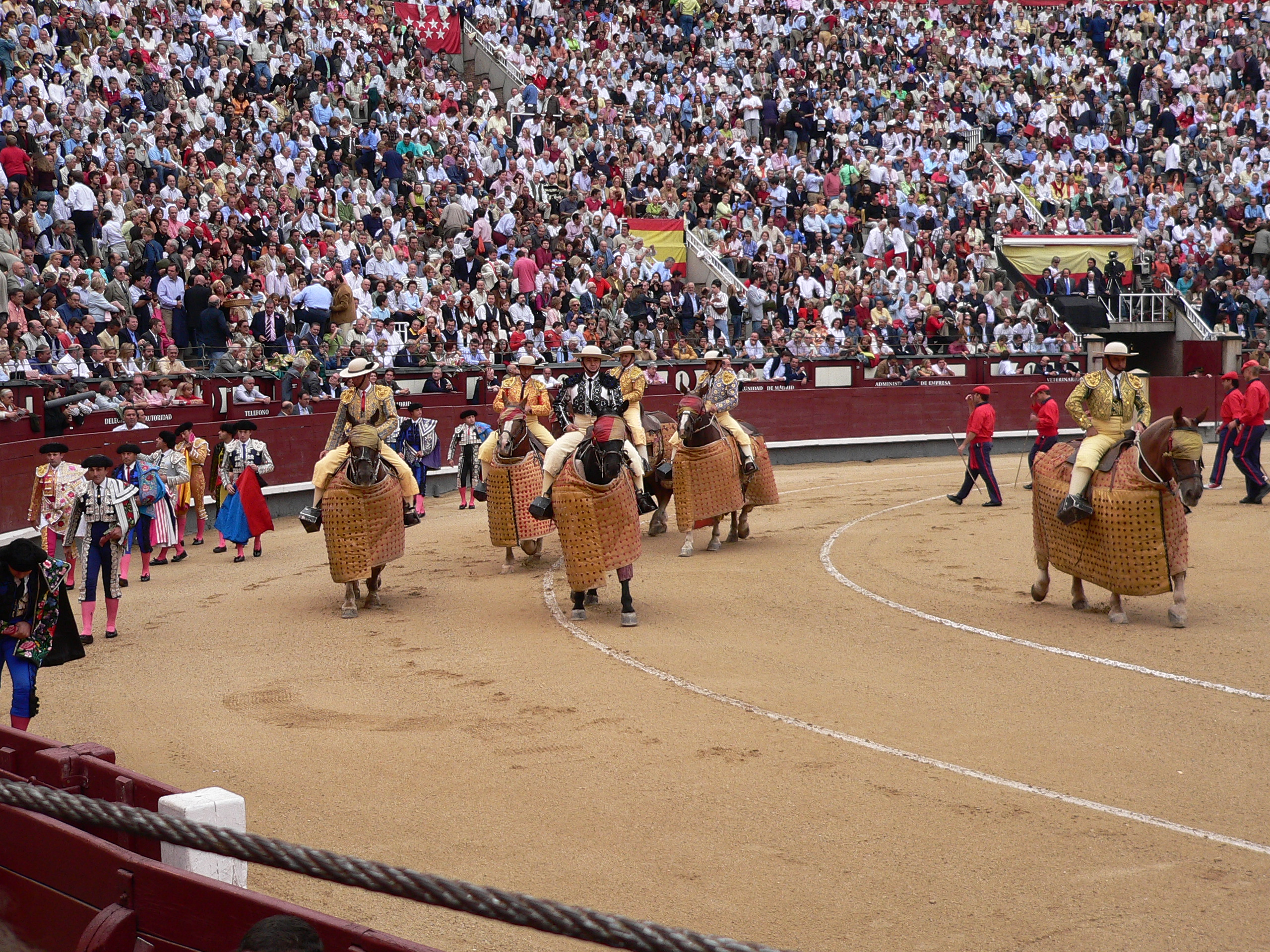
Cuadrillas défilant lors du paseo : on aperçoit sur la gauche les matadors portant le capote de paseo, suivis de leurs peones et des picadors à cheval. Les monosabios en chemise rouge suivent.

Cuadrilla (de l'espagnol : troupe, bande, équipe) ou quadrille (fem) est un terme de la tauromachie désignant l'équipe de toreros placés sous les ordres du matador et qui affrontent, à pied ou à cheval, le taureau. Cette équipe se compose de trois peones et de deux picadors.

## Présentation
Au moment du paseo, les cuadrillas défilent devant le président après le passage des alguazils et avant les monosabios et mulilleros qui ferment la marche avec l'arrastre.

### Historique
Costillares (1743-1800), considéré comme l'un des pères de la corrida moderne, fut l'un des premiers à organiser les cuadrillas de toreros de manière rigoureuse. Jusqu'alors, chacun des toreros (matador, banderillero, picador) était indépendant et engagé séparément par l'organisateur de la corrida. À partir de Costillares, banderilleros et picadors deviennent les employés du matador.

### Les peones
Aides du matador, les peones sont au nombre de trois par cuadrilla. Ils l’assistent lors des différentes phases de la lidia :
- en préparation du premier tercio, en réalisant une série de passes de capote (« toreo de cape ») pour permettre au matador d'étudier le taureau, puis en plaçant le taureau au moment de l'intervention des picadors
- au deuxième tercio, en posant les banderilles. C’est pourquoi le terme « banderillero » qui, stricto sensu désigne celui qui pose les banderilles, est couramment utilisé comme synonyme de « peón ».

L'un d'eux est puntillero, c'est-à-dire chargé d'achever le taureau à terre après l'estocade.

### Les picadors
Le picador applique les piques lors du premier tercio. Chaque cuadrilla compte deux picadors, qui officient à tour de rôle.